# 파블로 피카소
파블로 디에고 호세 프란시스코 데 파울라 후안 네포무세노 마리아 데 로스 레메디오스 시프리아노 데 라 산티시마 트리니다드 루이스 이 피카소(Pablo Diego José Francisco de Paula Juan Nepomuceno María de los Remedios Cipriano de la Santísima Trinidad Ruiz y Picasso, 1881년 10월 25일~1973년 4월 8일)는 스페인 말라가에서 태어나 주로 프랑스에서 미술활동을 한 20세기의 대표적 큐비즘 작가다. 대표작으로 《아비뇽의 처녀들》, 《게르니카》 등이 있다.
피카소는 1만 3,500여 점의 그림과 700여 점의 조각품을 창작했다. 그의 작품 수를 전부 합치면 3만여 점이 된다. 그 작품의 개수와 다양성 때문에 많은 예술사학자들이 그의 작품들을 시기별로 분류하는 작업을 계속했지만 각 시기의 명칭을 정하고 시기를 '몇 개로 나눌 것 인가'를 놓고 계속 의견이 나뉘고 있다.
1904년 피카소는 이른바 '장밋빛 시대'를 열었다. 이 시기의 작품들 역시 피카소가 파리에 머물 때 그려졌지만, 오늘날 그것들은 그의 초기 작품들과는 달리 스페인 화풍이 아니라 프랑스 화풍에 가까운 것으로 평가되고 있다. 이 2년의 기간 동안 피카소는 전과는 달리 붉은색과 분홍색을 많이 사용했다. 이러한 변화가 일어난 것은 그가 많은 그림들의 주제로 삼았던 페르낭드 올리비에와의 로맨스 때문이라는 의견이 지배적이다.
피카소는 주로 프랑스에서 활동하였지만, 프랑스 정부에서 사회주의자로 분류되어 프랑스 시민권을 갖지는 못했다.
피카소는 프랑스 공산당원으로 활동한 사회주의자였으며, 한국 전쟁에서 벌어진 미국의 잔학행위(예:미군이 충청북도 영동군 노근리에서 한국인들을 전투기와 기관총으로 학살한 노근리 학살)에 대해서 비판하였다. 1951년 그는 '한국의 학살'(Massacre in Korea)을 발표하였고, 유엔과 미국의 한국전쟁의 개입을 반대하였다. 1973년 91세의 나이에 세상을 떠났다.
피카소는 미술 활동을 통하여 사회적 문제를 알렸다. 대표적으로 스페인 내전에서 게르니카 민간인들이 나치 독일 공군의 폭력으로 학살당한 게르니카 학살사건(1938년)을 고발한 《게르니카》가 있다.

## 이름
피카소의 본명은 파블로 디에고 호세 프란시스코 데 파울라 후안 네포무세노 마리아 데 로스 레메디오스 시프리아노 데 라 산티시마 트리니다드 루이스 이 피카소(Pablo Diego José Francisco de Paula Juan Nepomuceno María de los Remedios Cipriano de la Santísima Trinidad Ruiz y Picasso)이다.
이베리아 반도 문화의 특징으로 결혼 시 자식은 양 부모의 성을 합치게 되는데, 조상들의 성을 다 붙이고 정리를 하지 않다보니 이름이 길어지게 되었다. 이 긴 이름을 부모만의 성으로 짧게 줄이면 파블로 루이스 피카소(Pablo Ruiz Picasso)가 되며, Ruiz가 본래의 성씨이다. 피카소는 그의 어머니의 성씨였다. 본래 파블로 루이스로 불리는 것이 맞으나 그가 19살 때 피카소를 선택하면서 파블로 피카소로 알려졌다.

## 생애

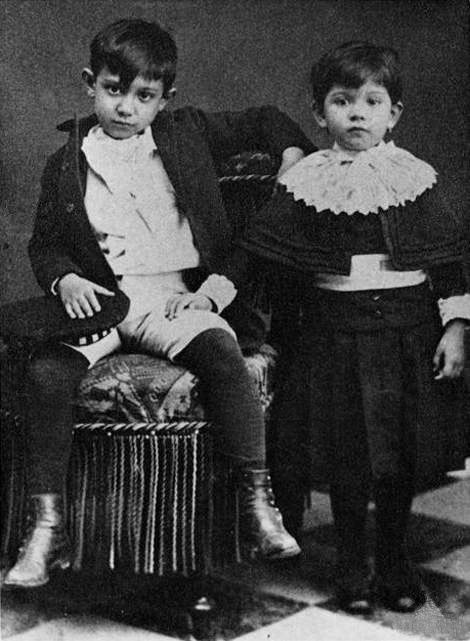
1889년, 피카소와 그의 여동생 로라(Lola)

피카소는 1881년 10월 25일 에스파냐의 항구 도시인 말라가에서 출생하였다. 부친 호세 루이스 블라스코는 화가로 공립 미술 학교 교사였고 피카소는 모친 마리아의 성을 계승하였다. 
14세에 집안은 바르셀로나로 옮겨 갔으며, 피카소는 부친이 교편을 잡고 있던 그 곳 미술 학교에서 배웠다. 이 무렵에 이미 그는 수르바란과 벨라스케스의 사실에 눈을 떴고 미술전에서 상을 받을 만한 역량을 발휘하고 있었다고 한다. 이듬해인 15세 때 그는 마드리드에 나와서 산 페르난도 왕립미술아카데미에 입학하였다. 그러나 학교 수업에도 만족하지 못하여 프라도 미술관을 매일 다니다시피 명화를 감상하였는데 특히 그레코에 열중하였다. 그리하여 점차 부친과 관학파의 영향을 벗어난 그는 1901년에 당시 파리 몽마르트르의 술집을 근거로 하여 기지와 풍자를 무기로 삼고 세기말의 풍속을 그리고 있던 화가 로트레크와 스텐렌의 작품에 이끌리어 파리의 땅을 밟게 되었다.
1901년부터 4년 동안 피카소는 파리와 부친이 있는 바르셀로나를 왕래하면서 사회의 패잔자, 뒷거리의 영락한 사람들, 노인, 고독자 등의 인간 상을 화면에 포착하였다. 그러나 결코 기지와 풍자를 쓰지 않고 대상에 충분한 공감을 가지고 그렸던 것이다. 대상은 짙은 파랑의 거의 한 가지 색 속에 표현되고 있었다. 화면의 형체는 야위었고 선은 병적일 만큼 섬세하며, 색채는 어둡고 안타깝고 또한 아름답다. '눈물에 흥건히 젖은 예술, 촉촉한 계곡의 푸르름'(시인 아폴리네르의 평), 이것이 이른바 '청 색의 시대'이다. 이 시대의 작품에는 <애정>, <늙은 유대인>, <다림질하는 여인> 등이 유명하다.

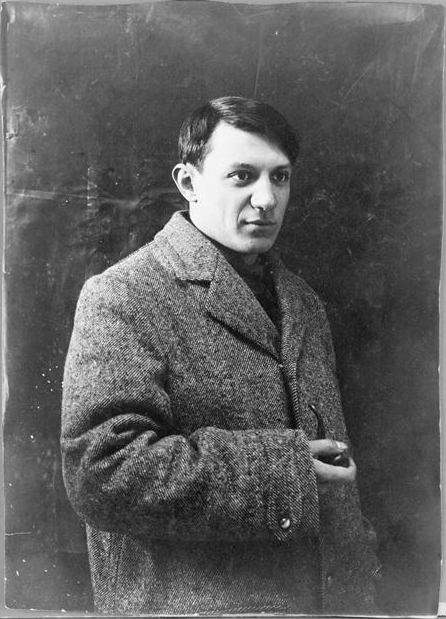
파블로 피카소 (1908년)

이 시대를 이어 짧은 기간인 '분홍색의 시대'(1904∼1906)가 계속된다. 화면은 밝은 연 분홍색으로 채색되고 간소한 형체 파악으로, 대상은 겨우 물 속에서 이제 막 떠올라 와 화면에 붙여진 것과 같은 느낌이었다. 당시에 피카소는 몽마르트르의 아파트 '바토 라보아르' (시인 막스 자콥의 명명)에 거처를 정하고 친구와 연인도 사귀게 되어 시야를 내면에서 외면으로 넓혀 갔다. 그는 서커스에도 흥미가 있어 <공을 타는 소녀> <아를퀴앵의 가족> 등 유랑하는 연예인을 많이 대상으로 하였다. 유명한 동판화 <살탐방크>(16점, 1913년 출판)의 제작도 거의 이 무렵이었다. 이 동판화는 유채와 같이 방금이라도 형체를 잃을 것만 같은 섬세한 선으로 그려져 있다.
피카소는 큐비즘을 추진하고 있던 시기에도 때로는 생생한 수법으로 돌아왔으며, 이 경향은 제1차 세계 대전으로 인하여 큐비즘에 사실상의 종지부가 찍혀진 무렵부터 더욱 그러하였다. 특히 1917년 피카소에게 한 전기가 닥쳐온다. 이 해에 장 콕토로부터 디아길레프의 러시아 발레 단을 위한 무대 장식의 공동 작업을 권유 받은 피카소는 콕토와 더불어 로마에 갔다. 그리하여 같은 그 해에 일단 파리로 돌아온 피카소는 다시금 나폴리·폼페이·피렌체 등지로 고대와 르네상스의 미술행각을 한 후, 1920년 드디어 신 고전주의의 앵글을 생각하게 하는 화풍을 택했던 것이다. 이 이후의 3년 간을 피카소의 '신 고전파 시대'라고 한다. 아내인 오르가와 장남 폴을 모델로 한 '모자' 시리즈는 이 시기의 작품으로서 유명하다. 그런데 같은 시기에 <세 사람의 음악가>와 같은 모순된 수법의 대작도 나왔으나, 1924년에는 다시 화면 구성을 주로 하는 대정물 시리즈에 착수하였는가 하면 다음 1925년에는 환상·기괴의 표현으로 등장한 쉬르레알리즘 운동에 관여했다. 또한 1930년에는 로마의 시인 오비디우스의 <변신보>와 발자크의 <알려지지 않는 걸작>에 고전주의적 수법인 동판화에 의한 삽화를 그렸다.
1934년 피카소는 장기간 모국에 머물렀다. 이 체재의 선물로서 그는 그 해에 많은 투우도를 그렸다. 이 묘화는 언제부턴가 그리스 신화의 미노타우로스 전설의 환상이 되어 이듬해에 아름다운 동판화를 제작하였다. 그러나 1937년 독일 공군이 바스크 지방의 무방비한 소도시인 게르니카를 폭격하자 그는 즉시 붓을 들어 이에 항의하는 대작을 그렸다. 이것이 그해 파리에서 열린 만국 박람회의 에스파냐 관을 장식한 유명한 <게르니카>이다. 퀴비슴 이래에 오로지 예술의 범위 내에서만 행하여진 듯이 보인 규문의 자세를 피카소는 <게르니카>로써 평화와 자유를 위협하는 침략자를 향하여 규탄했던 것이다.
제 2차 세계 대전 직후 피카소는 남 프랑스에 있으면서 주로 석판화와 도기의 제작에 열중하였다. 어느 것이나 당시 새로이 손을 댄 분야였으나 이 분야에서도 그는 현대미술의 마르지 않는 샘이라 평가 받은 그대로 발견하고 학습을 연구하고, 개척하고, 창조하는 왕성한 의욕을 불태워 커다란 성과를 올렸다. 또 1950년대부터는 걸쳐서는 벨라스케스, 들라크루아, 크라나하, 마네, 다비드 등의 명작과 대결하여 이것을 자기의 양식화한 독특한 모작에서 새로운 진로를 추구하였다.

## 관련 서적
- 《앙드레 말로 피카소를 말한다》(앙드레 말로 저, 박정자 번역, 2007년 5월 기파랑)

## 같이 보기
- 신고전주의

## 참고 문헌
- 이 문서에는 다음커뮤니케이션(현 카카오)에서 GFDL 또는 CC-SA 라이선스로 배포한 글로벌 세계대백과사전의 "세계 인명#피카소" 항목을 기초로 작성된 글이 포함되어 있습니다.
- 이 문서에는 다음커뮤니케이션(현 카카오)에서 GFDL 또는 CC-SA 라이선스로 배포한 글로벌 세계대백과사전의 "현_대_미_술/대상의_해체#피카소" 항목을 기초로 작성된 글이 포함되어 있습니다.